# 안도 마사히로 (축구 선수)
안도 마사히로(일본어: 安藤 正裕, 1972년 4월 2일 ~ )는 일본의 전 축구 선수이다.

## 구단 경력
1995년 J1리그의 시미즈 에스펄스에 입단했다. 1996년에 J리그컵 우승을 차지했다. 1999년까지 115경기에 출전하여, 16득점을 넣었다. 1999년 주빌로 이와타로 이적했다. 2000년부터 2002년까지 요코하마 F. 마리노스, 오미야 아르디자, 감바 오사카, 베갈타 센다이에서 뛰었다. 2003년 J1리그의 오미야 아르디자로 이적했다. 2005년후 현역 은퇴.

## 국가대표팀 경력
그는 1999년 코파 아메리카에 참가할 일본 국가대표팀에 발탁되었으며, 7월 2일 파라과이와의 경기에서 데뷔했다.

## 통계
| 일본 | 일본 | 일본 |
| 연도 | 출전 | 득점 |
| ---- | ---- | ---- |
| 1999 | 1    | 0    |
| 통산 | 1    | 0    |